# نبرد قنسرین
نبرد قنسرین (انگلیسی: Battle of Qinnasrin)، نبردی است میان نیروهای زنگی و کنت‌نشین ادسا به دنبال لشکرکشی موفقیت‌آمیز عمادالدین زنگی به شاهزاده‌نشین انطاکیه که در سال ۱۱۳۵ به وقوع پیوست و با پیروزی نیروهای زنگی همراه بود.
در سال ۱۱۳۵ عمادالدین زنگی لشکرکشی علیه انطاکیه ترتیب داد که طی آن موفق شد اتارب، زردنا، معره نعمان، معره مصرین و کفرطاب را مسخر کند. کنت طرابلس، برتراند، نیز در واکنش به سقوط معره نعمان و مسدود کردن مسیر شمال به جنوب، به قنسرین لشکر کشید اما نیروهای زنگی موفق شدند حمله آنها را دفع کنند تا نیروهای لاتینی مجبور به عقب‌نشینی شوند.